# Всекитайская федерация профсоюзов
Всекитайская федерация профсоюзов (ВФП) — профсоюзная организация КНР. Одна из наиболее влиятельных общественных организаций в стране. По количеству членов крупнейшее национальное профобъединение в мире, включающее свыше 1,7 миллионов первичных организаций.

## История
Формально учреждена 1 мая 1925 года на 2-м Всекитайском съезде профсоюзов, проходившем в Гуанчжоу. Играла значительную роль в развёртывании революционного рабочего движения в период Революции 1925—1927 годов в Китае. После поражения революции в течение некоторого времени продолжала действовать подпольно, затем прекратила существование в связи с террором гоминьдановских властей против революционных и демократических сил страны.
Была воссоздана в августе 1948 году на 6-м Всекитайском съезде профсоюзов, состоявшемся в Харбине. Со времени создания КНР принимала деятельное участие в мобилизации рабочих на социалистическую перестройку страны. В 1966 ВФП объединяла 21 миллион рабочих и служащих. В 2006 году насчитывала 169 млн членов.

## Структура
В состав Всекитайской федерации профсоюзов входят: Канцелярия, отдел изучения политики, организационный департамент, департамент пропаганды, просвещения, культуры и спорта, департамент экономической работы, департамент гарантийной работы, финансовый отдел, департамент работы с низами, департамент по правовой работе, департамент по делам работниц, департамент международных связей, партком.

## Председатели
Категория:Председатели ВФП
- 1-й (1922.5 — 1925.5)
  - Дэн Чжунся
- 2-й (1925.5 — 1926.5)
  - Линь Вэйминь (ВФП официально сформирована)
- 3-й (1926.5 — 1927.6)
  - Су Чжаочжен
- 4-й (1927.6 — 1929.11)
  - Су Чжаочжен
- 5-й (1929.11 — 1941.1)
  - Сян Ин
- 6-й (1948.8 — 1953.5)
  - Лю Шаоци (почётный)
  - Чэнь Юнь
- 7-й (1953.5 — 1957.12)
  - Лю Шаоци (почётный)
  - Лай Жоюй
- 8-й (1957.12 — 1966.12)
  - Лай Жоюй (1957.12 — 1958.5)
  - Лю Нини (1958.8 — 1966.12)
- 9-й (1978.10 — 1983.10)
  - Ни Чжифу
- 10-й (1983.10 — 1988.10)
  - Ни Чжифу
- 11-й (1988.10 — 1993.10)
  - Ни Чжифу
- 12-й (1993.10 — 1998.10)
  - Вэй Цзяньсин
- 13-й (1998.10 — 2003.9)
  - Вэй Цзяньсин (1998.10 — 2002.12)
  - Ван Чжаого (2002.12 — 2003.9)
- 14-й (2003.10 —2013)
  - Ван Чжаого.
- 15-й с 2013 Ли Цзяньго[2]

16-й с 2018 - Ван Дунмин
С 1993 г. председатель ВФП одновременно состоял членом Политбюро ЦК КПК (и в 1997-2002 гг. даже членом его посткома) и также с 2003 г. — 1-м по перечислению зампредом ПК ВСНП. Однако нынешний (с 2018) глава ВФП Ван Дунмин является одновременно лишь одним из зампредов ПК ВСНП и членом ЦК КПК.